# Wahlkreis Nordsachsen 1
Der Wahlkreis Nordsachsen 1 (Wahlkreis 33) ist ein Landtagswahlkreis in Sachsen. Er ist einer von drei Landtagswahlkreisen im Landkreis Nordsachsen und umfasst die Städte Delitzsch, Schkeuditz sowie die Gemeinden Krostitz, Löbnitz, Rackwitz, Schönwölkau und Wiedemar. Der Wahlkreis wurde erstmals 2014 gebildet. Bei der letzten Wahl waren 50.359 Einwohner wahlberechtigt.

## Wahl 2024
Zur Landtagswahl 2024 treten folgende Direktkandidaten und Parteien an:
| Direktkandidat   | Partei              | Erststimmen in % | Zweitstimmen in % |
| ---------------- | ------------------- | ---------------- | ----------------- |
| Tina Trompter    | CDU                 | 39,8             | 34,3              |
| Roland Ulbrich   | AfD                 | 38,0             | 32,0              |
| Christian Stoye  | Die Linke           | 5,1              | 2,7               |
| Denis Korn       | GRÜNE               | 1,9              | 2,4               |
| Adrian Schneider | SPD                 | 7,7              | 7,4               |
| Laurenz Frenzel  | FDP                 | 1,1              | 0,8               |
| Steffen Richter  | Freie Wähler        | 6,5              | 2,4               |
| –                | Die Partei          |                  | 0,7               |
| –                | Piraten             |                  | 0,2               |
| –                | ÖDP                 |                  | 0,0               |
| –                | BüSo                |                  | 0,1               |
| –                | Tierschutz hier!    |                  | 1,3               |
| –                | dieBasis            |                  | 0,1               |
| –                | Bündnis C           |                  | 0,1               |
| –                | Bündnis Deutschland |                  | 0,4               |
| –                | BSW                 |                  | 12,7              |
| –                | Freie Sachsen       |                  | 2,0               |
| –                | V-Partei3           |                  | 0,1               |
| –                | WU                  |                  | 0,2               |

## Wahl 2019
Vorläufiges Ergebnis der Landtagswahl am 1. September 2019 im Wahlkreis 34 – Nordsachsen 1:
(Ergebnisse in Prozent)
| Direktkandidat   | Partei               | Direktstimmen | Listenstimmen |
| ---------------- | -------------------- | ------------- | ------------- |
| Jörg Kiesewetter | CDU                  | 35,4          | 34,9          |
| Christian Stoye  | Die Linke            | 12,3          | 9,6           |
| Matin Holke      | SPD                  | 7,9           | 8,5           |
| Roland Ulbrich   | AfD                  | 28,8          | 27,3          |
| Anna Schneider   | GRÜNE                | 5,7           | 5,4           |
| –                | NPD                  | –             | 0,5           |
| Detlef Mainz     | FDP                  | 3,9           | 4,1           |
| Constantin       | Freie Wähler         | 5,9           | 4,8           |
| –                | Tierschutz           | –             | 1,8           |
| –                | Piraten              | –             | 0,3           |
| –                | Die PARTEI           | –             | 1,0           |
| –                | BüSo                 | –             | 0,0           |
| –                | ADPM                 | –             | 0,2           |
| –                | Blaue Partei         | –             | 0,4           |
| –                | KPD                  | –             | 0,1           |
| –                | ÖDP                  | –             | 0,1           |
| –                | Die Humanisten       | –             | 0,2           |
| –                | PDV                  | –             | 0,1           |
| –                | Gesundheitsforschung | –             | 0,6           |

| Wahlberechtigte | 50.359 |
| Wahlbeteiligung | 59,0 % |

## Wahl 2014
| Amtliches Endergebnis der Landtagswahl am 31. August 2014 in Sachsen im Wahlkreis 034 Nordsachsen 1 (Ergebnisse in Prozent) |

| Direktkandidat   | Partei          | Erststimmen in % | Zweitstimmen in % |
| ---------------- | --------------- | ---------------- | ----------------- |
| Volker Tiefensee | CDU             | 46,9             | 43,8              |
| Thomas Kind      | Die Linke       | 23,9             | 19,7              |
| Andreas Geißler  | SPD             | 14,5             | 12,8              |
| Maik Scheffler   | NPD             | 06,0             | 04,2              |
| Patrick Passehr  | FDP             | 03,0             | 03,1              |
| Robert Hoffmann  | GRÜNE           | 03,9             | 03,6              |
| -                | Tierschutz      | -                | 01,1              |
| -                | AfD             | -                | 07,9              |
| -                | BüSo            | -                | 00,1              |
| -                | DSU             | -                | 00,1              |
| -                | pro Deutschland | -                | 00,3              |
| -                | Freie Wähler    | -                | 02,0              |
| ?                | Piraten         | 01,8             | 00,9              |
| -                | Die Partei      | -                | 00,4              |